# Tatsuro Yamauchi
Tatsuro Yamauchi (født 23. januar 1994) er en japansk fodboldspiller.
Han har spillet for flere forskellige klubber i sin karriere, herunder FC Ryukyu.